# 伊斯美·米拿
伊斯美·安東尼·米拿（英語：Ishmael Anthony Miller，1987年3月5日—），已退役英格蘭職業足球員，擔任中場或前鋒，出身曼城。

## 生平
伊斯美·米拿出身曼城青訓系統，於2005/06年球季動筆簽署首份職業球員合約。於2006年3月18日以後補身份首次在英超上陣對韋根。
2007年8月15日伊斯美·米拿獲外借到英冠球會西布朗一整個球季，借用期滿後更可買斷。僅上半球季，他在各項賽事為西布朗上陣24場及射入10球，於2008年轉會窗最後一天以90萬英鎊正式轉投西布朗，按表現可增加到140萬英鎊，簽約3年半。伊斯美·米拿整季合共射入16球，協助球隊贏得英冠冠軍升班英超。
惟重返英超僅半季，已射入3球的伊斯美·米拿在2008年12月7日對樸茨茅夫時，與對方門將大衛·占士相撞，導致右膝前十字韌帶受損而提早「收咧」。伊斯美·米拿缺陣長達14個月，於2010年1月8日以後補身份復出出戰諾定咸森林。
但傷癒後狀態一直未能恢復，上陣次數屈指可數，於2011年1月22日獲外借到英冠領頭羊昆士柏流浪，為期93日直到4月24日，期間上陣14場及射入1球。
2011年8月15日伊斯美·米拿轉投英冠球會諾定咸森林，簽約三年，身價初步為120萬英鎊。

## 榮譽
西布朗
- 英格蘭足球冠軍聯賽冠軍 (1)：2007/08年；

昆士柏流浪
- 英格蘭足球冠軍聯賽冠軍 (1)：2010/11年；

## 外部連結
- 西布朗球會官網 伊斯美·米拿檔案Ishmael Miller player profile at wba.co.uk
- 曼城球會官網 伊斯美·米拿檔案 （页面存档备份，存于）
- 足球数据库：伊斯美·米拿的球员统计数据